# Ordinariat pour les étudiants étrangers en Belgique
L'Ordinariat pour les étudiants étrangers en Belgique (ou Ordinaria en néerlandais, ou Ordinariat en anglais) était un ordinariat catholique romain (juridiction pseudo-diocésaine) pour la communauté universitaire d'étudiants étrangers en Belgique.

## Histoire
L'Ordinariat a été créé le 31 août 1965.
Son seul titulaire était Mgr Albert Louis Descamps (31 août 1965 - 15 octobre 1980), évêque titulaire de Tunes (de) (3 novembre 1960 - 15 octobre 1980), évêque auxiliaire de Tournai (Belgique) (3 novembre 1960 - 1964), également secrétaire de la Commission biblique pontificale (1973 - 15 octobre 1980).
L'Ordinariat a été supprimé le 15 octobre 1980, après sa mort, à l'âge de 64 ans.

## Source et liens externes
- GigaCatholic